# Kościół Ewangelicznych Chrześcijan w RP

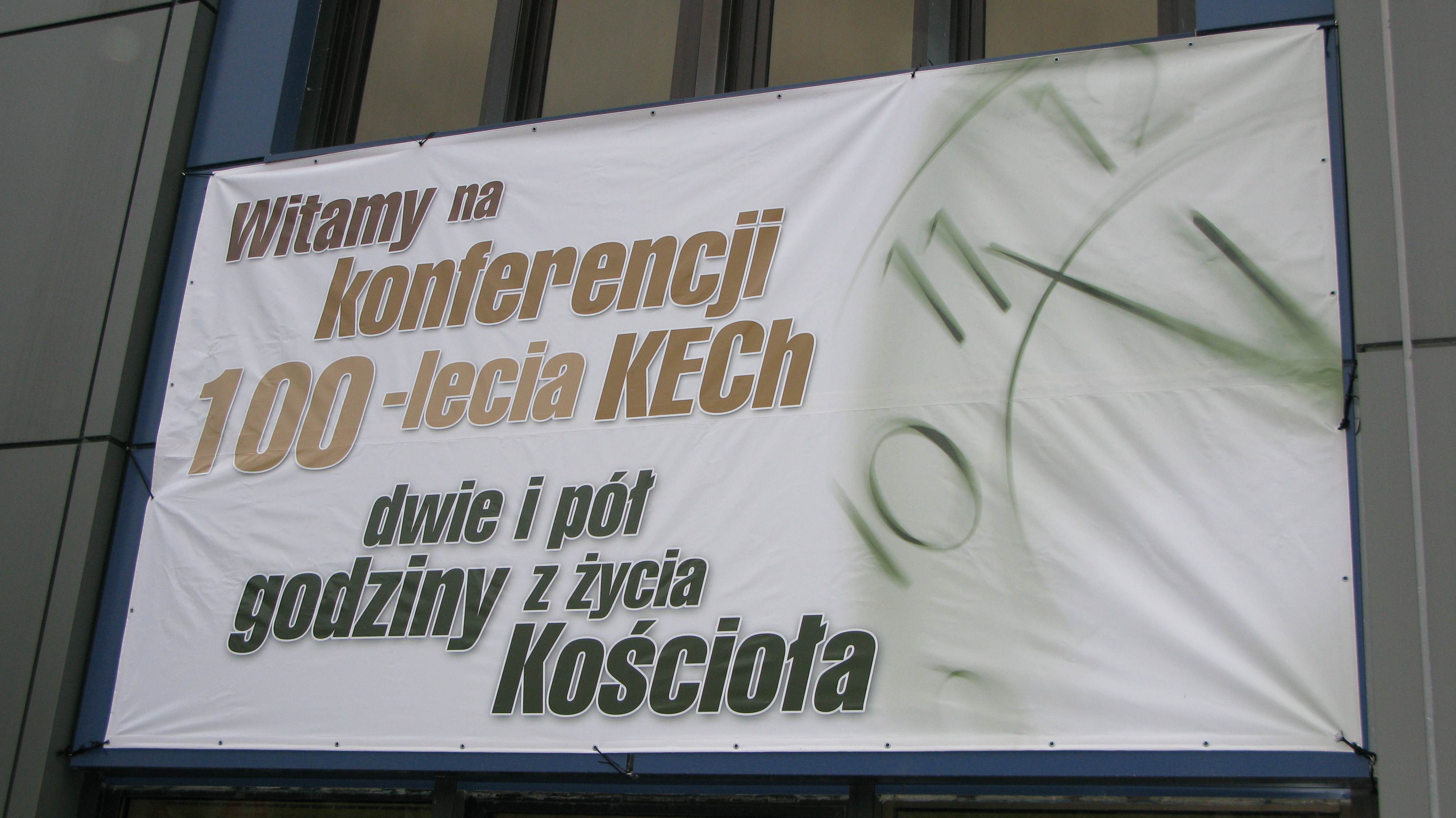
W maju 2008 roku Kościół Ewangelicznych Chrześcijan obchodził 100-lecie obecności na ziemiach polskich (wideorelacja).

Kościół Ewangelicznych Chrześcijan w Rzeczypospolitej Polskiej – wolny Kościół protestancki nurtu ewangelikalnego, polski przedstawiciel tradycji ruchu ewangelicznych chrześcijan, założonego w Rosji przez Jana Prochanowa. Członek Międzynarodowej Federacji Wolnych Kościołów Ewangelicznych. Siedzibą władz jest miasto stołeczne Warszawa. Wpisany jest do rejestru Kościołów i związków wyznaniowych Ministerstwa Spraw Wewnętrznych i Administracji w dziale A, pod nr 27. Wydaje własny organ prasowy – miesięcznik Głos Ewangeliczny. W 2024 roku Kościół zrzeszał 2327 wiernych w 49 zborach. Prezbiterem Naczelnym (zwierzchnikiem) Kościoła jest pastor Leon Dziadkowiec.

## Charakterystyka

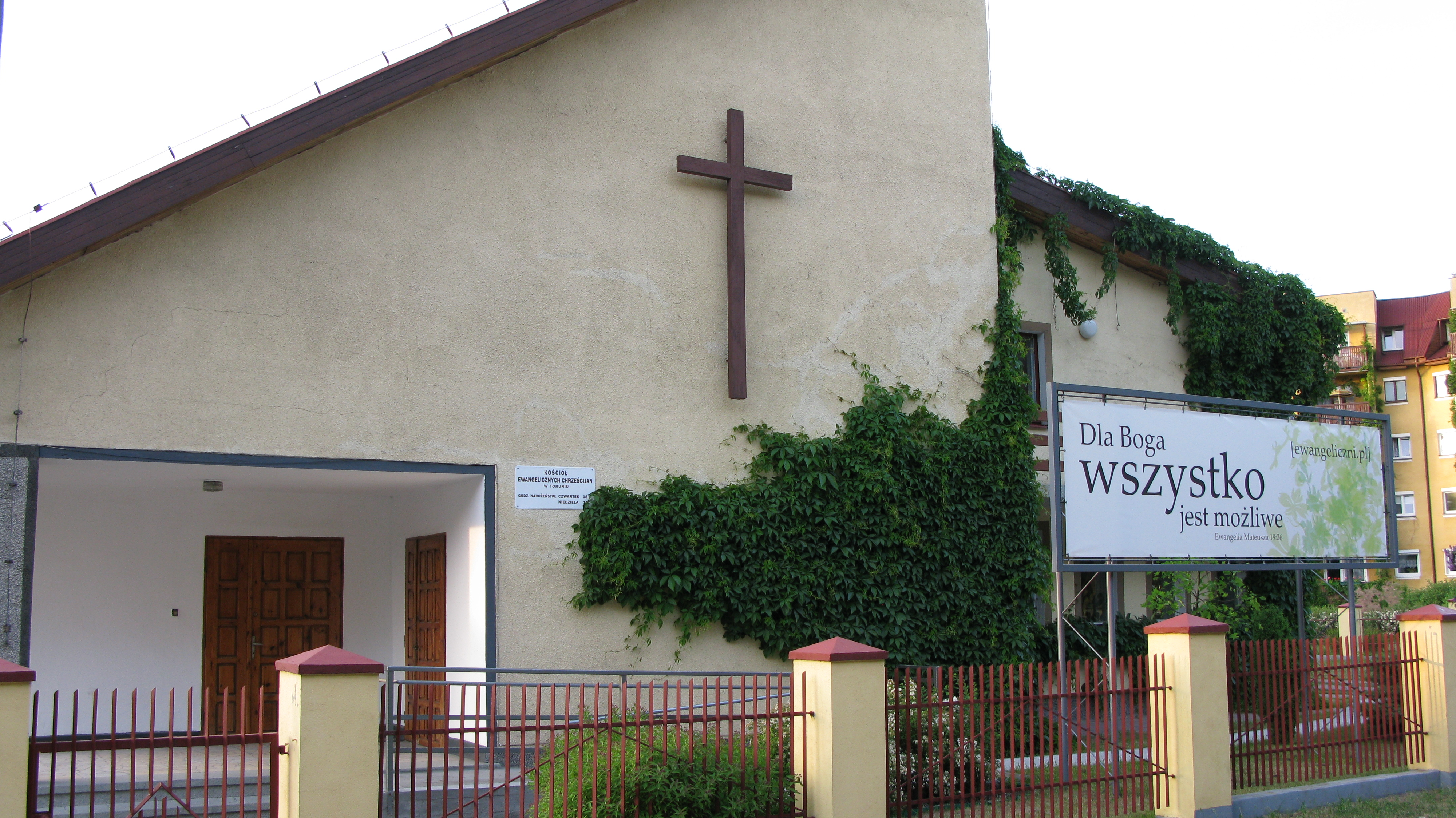
Kościół Ewangelicznych Chrześcijan – kaplica zboru w Toruniu

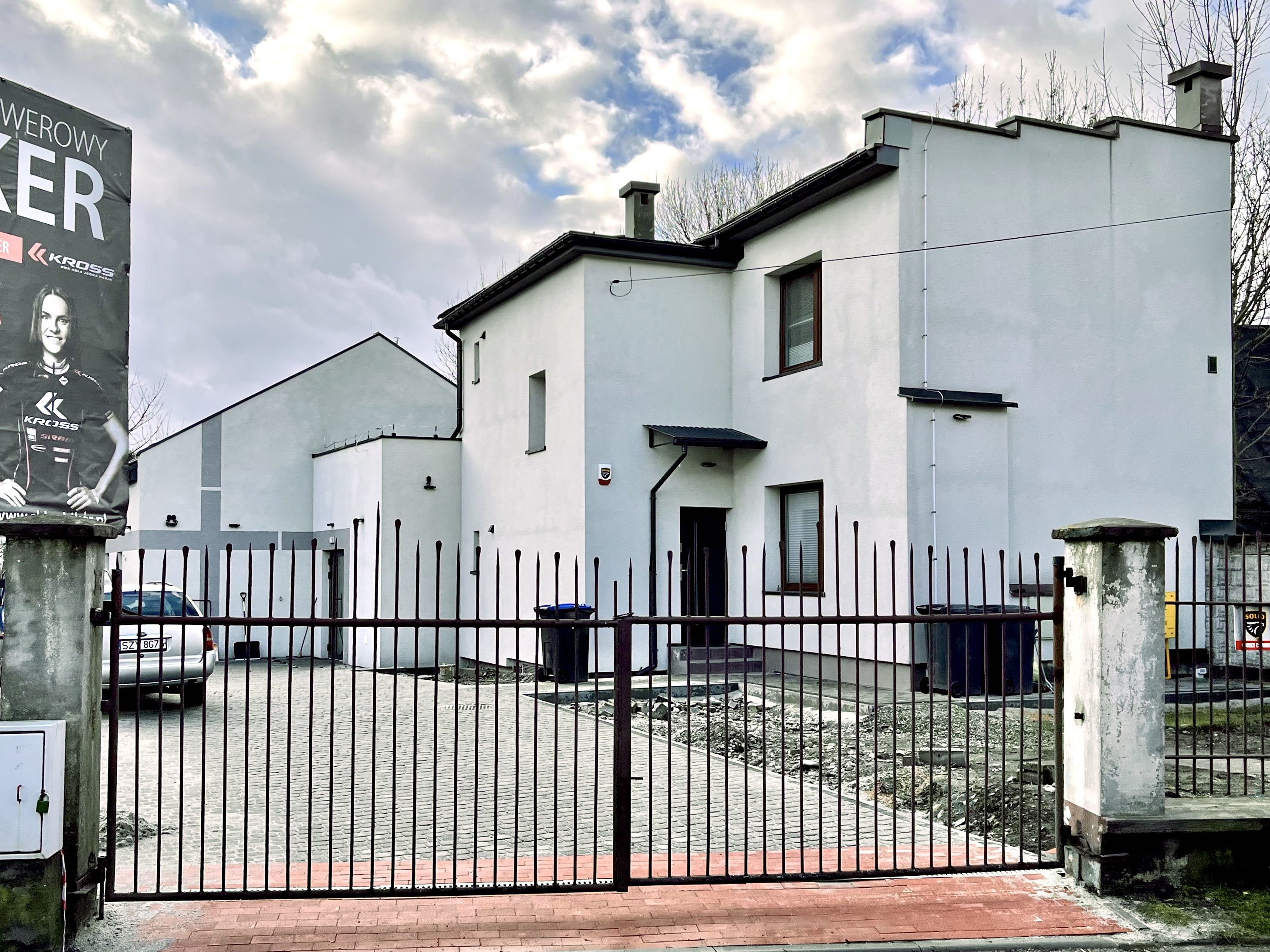
Kaplica zboru w Żywcu

Kościół należy do rodziny tzw. wolnych kościołów protestanckich. Jego zasady wiary opierają się na nauczaniu Jezusa i apostołów, zapisanym w Nowym Testamencie, i odwołują się do ideałów pierwszych chrześcijan. Ewangeliczni chrześcijanie utożsamiają się również z ideami Reformacji, będącej „powrotem do źródła”, którym dla chrześcijan jest Pismo Święte. Określenie „ewangeliczny” pochodzi od Ewangelii, czyli Dobrej Nowiny o zbawieniu, dzięki której każdy człowiek może dostąpić pojednania z Bogiem i doświadczyć przemiany życia.
Ewangeliczni chrześcijanie wierzą, że naśladowanie Jezusa jest nie tylko religią, ale – przede wszystkim – sposobem życia zaspokajającym najgłębsze potrzeby człowieka; podkreślają też konieczność nawrócenia jako świadomej, osobistej decyzji, która nie może być dziedziczona po rodzicach lub zastąpiona religijnymi obrzędami.

## Historia
Ruch ewangelicznych chrześcijan został zapoczątkowany w Rosji w 1884 roku przy kluczowym współudziale Jana Prochanowa, zwanego w tym środowisku „reformatorem Wschodu”. Pierwsze nabożeństwa ewangelicznych chrześcijan na ziemiach polskich zaczęto organizować w 1908, a w 1909 powstał pierwszy polski zbór. W oparciu o wspólnoty tego wyznania utworzono Związek Ewangelicznych Chrześcijan, który po połączeniu ze Związkiem Zborów Słowiańskich Baptystów jako Związek Słowiańskich Zborów Ewangelicznych Chrześcijan i Baptystów uzyskał w 1927 legalizację. Baptyści szybko jednak zrezygnowali z przynależności do tej denominacji i zdecydowali się na odrębną działalność.
Ewangeliczni chrześcijanie prowadzili ożywioną działalność ewangelizacyjną wśród młodzieży, służbę muzyczną, charytatywną i wydawniczą. Przed wybuchem wojny Związek liczył 131 zborów, 1 223 placówki i stacje misyjne, 18 500 członków (27 000 włączając dzieci), 112 chórów, 2 sierocińce i 1 szkołę biblijną. Czołowymi działaczami byli Ludwik Szenderowski sen., Ludwik Szenderowski jr., Franciszek Więckiewicz.
W czasie okupacji zbory należące do Związku były częścią denominacji zatwierdzonej przez władze Generalnego Gubernatorstwa pn. Związek Nieniemieckich Ewangelicko-Wolnokościelnych Zborów (baptyści).
Po II wojnie światowej większość zborów znalazła się za wschodnimi granicami Polski. W 1946 władze polskie uznały ważność przedwojennej legalizacji Związku Ewangelicznych Chrześcijan, a w 1947 roku z inicjatywy Związku utworzono Zjednoczony Kościół Ewangeliczny (ZKE), do którego przyłączyły się cztery inne wspólnoty o charakterze ewangelicznym (dwie z nich w 1953), tworząc największy w Polsce ewangelikalny Kościół protestancki. W ZKE do grona czołowych przedstawicieli Ugrupowania Ewangelicznych Chrześcijan należeli Ludwik Szenderowski jr., Franciszek Więckiewicz, Kazimierz Muranty, Kazimierz Najmałowski, Antoni Pliński i Tadeusz Jarosz. W 1988 nastąpił rozpad ZKE i pośród powstałych na jego podstawie wspólnot, ukształtował się Kościół Ewangelicznych Chrześcijan, będący kontynuatorem Związku Ewangelicznych Chrześcijan. Kościół w 1990 został wpisany do Rejestru Kościołów i innych związków wyznaniowych pod nr 27.
Zwierzchnicy Kościoła:
- 1988–1991 – Antoni Pliński
- 1991–1995 – Tadeusz Tołwiński
- 1995–1998 – Jan Tomczyk
- 1998–2004 – Henryk Karzełek
- 2004–2007 – Jacek Duda
- 2007–2016 – Tadeusz Tołwiński[6]
- 2016–2020 – Cezary Komisarz[7]
- od 2020 – Leon Dziadkowiec

## Doktryna
Nauka Kościoła jest zbieżna z szeroko rozumianą doktryną ewangelikalną. Akcentuje się w niej grzeszność człowieka, jego niezdolność do poprawy własnymi siłami oraz potrzebę przyjęcia zbawienia, które jest „dostępne za darmo” – przez wiarę w Jezusa Chrystusa. Świadome przyjęcie zbawienia i opowiedzenie się za Bogiem jest (w teologii Kościoła) określane jako nawrócenie. Kościół Ewangelicznych Chrześcijan bywa nazywany „kościołem wyboru”, co znaczy, że jego wierni stali się jego członkami w świadomy sposób (dzieci są pod opieką Zborów, ale nie są ich członkami). Zbory Kościoła praktykują dwa ustanowienia Chrystusa: chrzest przez zanurzenie w wodzie, udzielany na podstawie wyznania wiary oraz Wieczerzę Pańską, sprawowaną pod dwiema postaciami – chleba i wina. Szafarzem chrztu i Wieczerzy Pańskiej może być każdy wierzący za zgodą zboru.
Credo Kościoła:

Wierzymy w:

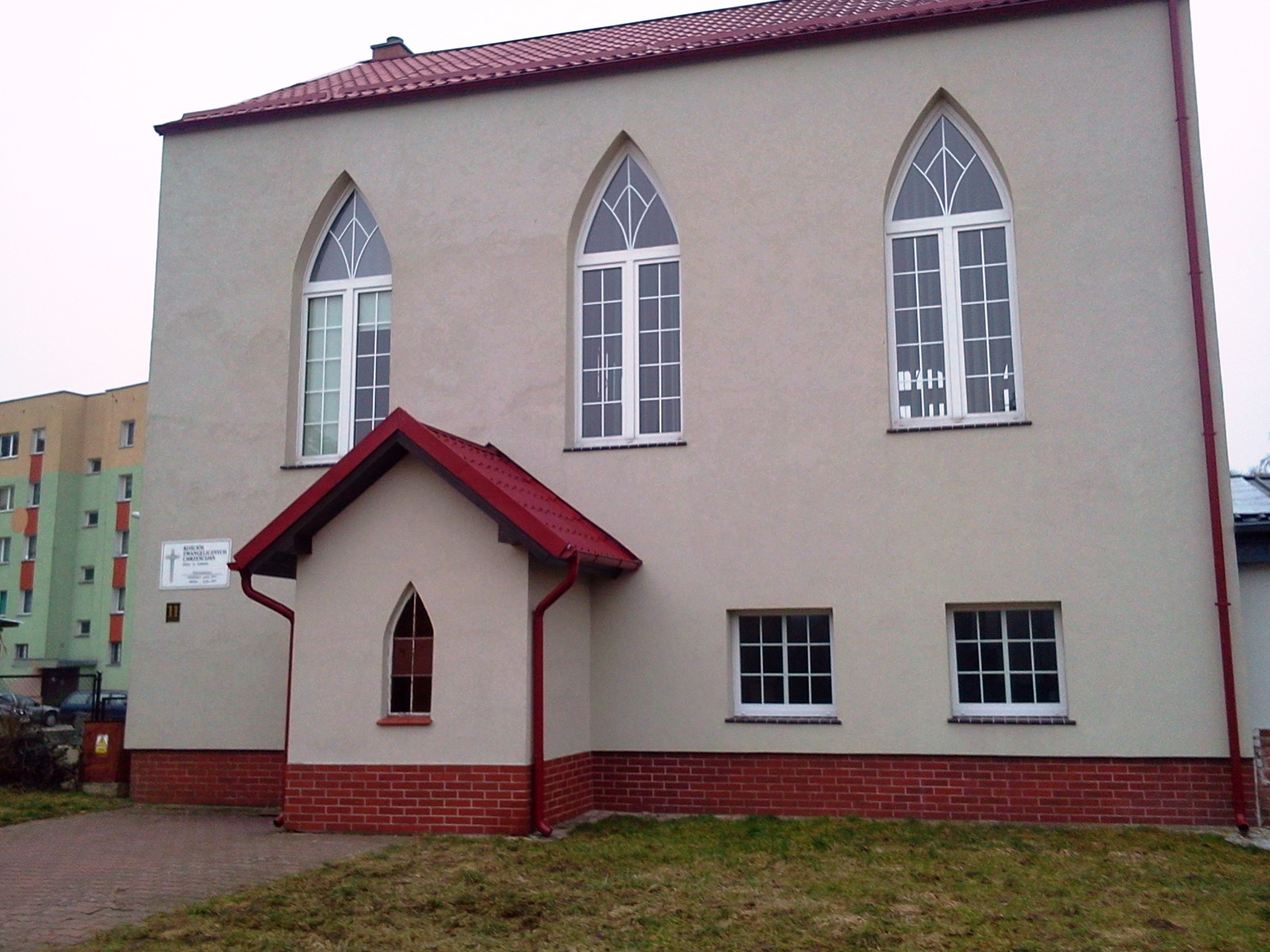
Zbór w Łobzie

- Nieomylność całości Pisma Świętego, jako Słowa Bożego natchnionego przez Ducha Świętego (2 Tm 3:16).
- Trójjedynego Boga – Ojca, Syna i Ducha Świętego (Łk 3:21–22, 2 Kor 13:13).
- Synostwo Boże Jezusa Chrystusa, poczętego z Ducha Świętego (Mt 1:20–23).
- Śmierć Jezusa Chrystusa za grzechy świata i jego zmartwychwstanie w ciele (Łk 24:36–49).
- Wniebowstąpienie i powtórne przyjście Jezusa Chrystusa (Dz.Ap. 1:11, Obj 20:6).
- Wieczne Życie jako dar Bożej Łaski (Ef 2:8–10) i wieczne potępienie jako wyraz Bożej sprawiedliwości w wypadku odrzucenia Bożej Łaski (Jan 3:18)

Z wyznawania zasad biblijnych wynikają następujące potrzeby:
- Nawrócenia się (Dz.Ap. 3:19)
- Odrodzenia przez Słowo Boże i Ducha Świętego (1 P 1:23, Tyt 3:5)
- Przyjęcia chrztu wiary przez zanurzenie (Mar 16:16)

## Organizacja, działalność i struktura
Organami Kościoła jako całości są: Synod Kościoła (organ stanowiący) i Rada Kościoła (organ wykonawczy). Podstawowymi jednostkami organizacyjnymi Kościoła są autonomiczne zbory (w rozumieniu kościołów lokalnych). Na czele każdego zboru stoi rada zboru, do której – z urzędu – wchodzi pastor.
Kościół składa się z 52 zborów, placówek i stacji misyjnych, zrzeszających łącznie 2300 wiernych w ramach pięciu okręgów. Zbory Kościoła prowadzą działalność ewangelizacyjną, duszpasterską i charytatywno-społeczną. Przy wielu zborach działają służby pomocy ludziom uzależnionym od alkoholu i narkotyków, punkty pomocy społecznej oraz świetlice środowiskowe. Organizowany jest również wakacyjny wypoczynek dla dzieci z ubogich rodzin oraz z domów dziecka.

## Statystyki

### Dane według statystycznych ankiet wyznaniowych
| Rok  | Liczba wiernych | Liczba zborów | Liczba kościołów/kaplic | Liczba duchownych |
| ---- | --------------- | ------------- | ----------------------- | ----------------- |
| 1989 | 2010            | 53            | 53                      | 46                |
| 1995 | 1835            | 42            | 35                      | 41                |
| 1996 | 2305            | 49            | 40                      | 50                |
| 1998 | 2500            | 51            |                         | 59                |
| 1999 | 2710            | 56            | 41                      | 59                |
| 2000 | 2870            | 56            |                         | 61                |
| 2001 | 3000            | 55            |                         | 66                |
| 2002 | 2090            | 52            |                         | 62                |
| 2003 | 2223            | 54            |                         | 69                |
| 2004 | 2261            | 54            |                         | 69                |
| 2005 | 2256            | 54            | 38                      | 69                |
| 2006 | 2295            | 55            |                         | 79                |
| 2007 | 2038            | 46            |                         | 71                |
| 2008 | 2076            | 46            |                         | 70                |
| 2009 | 1754            | 46            |                         | 73                |
| 2010 | 1838            | 46            | 38                      | 73                |
| 2011 | 1886            | 46            |                         | 73                |
| 2012 | 1941            | 46            | 38                      | 73                |
| 2013 | 1901            | 43            | 37                      | 71                |
| 2014 | 1899            | 43            | 37                      | 75                |
| 2015 | 1962            | 43            | 37                      | 75                |
| 2016 | 2149            | 43            | 37                      | 71                |
| 2018 | 2205            | 43            |                         | 72                |
| 2019 | 2313            | 44            | 37                      | 73                |
| 2020 | 2357            | 49            | 42                      | 73                |
| 2021 | 2203            | 47            | 36                      | 83                |
| 2022 | 2748            | 52            |                         | 81                |
| 2023 | 2391            | 49            |                         | 75                |
| 2024 | 2327            | 49            |                         | 66                |

### Dane według wyników spisów powszechnych
| Spis powszechny               | Liczba deklaracji |
| ----------------------------- | ----------------- |
| Narodowy Spis Powszechny 2011 | 793               |
| Narodowy Spis Powszechny 2021 | 1171              |